# Municipio de St. Charles (Nebraska)
El municipio de St. Charles (en inglés: St. Charles Township) es un municipio ubicado en el condado de Cuming en el estado estadounidense de Nebraska. En el año 2010 tenía una población de 204 habitantes y una densidad poblacional de 2,66 personas por km².

## Geografía
El municipio de St. Charles se encuentra ubicado en las coordenadas 41°48′36″N 96°45′24″O / 41.81000, -96.75667. Según la Oficina del Censo de los Estados Unidos, el municipio tiene una superficie total de 76.82 km², de la cual 74,39 km² corresponden a tierra firme y (3,16 %) 2,43 km² es agua.

## Demografía
Según el censo de 2010, había 204 personas residiendo en el municipio de St. Charles. La densidad de población era de 2,66 hab./km². De los 204 habitantes, el municipio de St. Charles estaba compuesto por el 98,53 % blancos, el 1,47 % eran de otras razas. Del total de la población el 1,47 % eran hispanos o latinos de cualquier raza.